# Société des missions finlandaise
La Société des missions finlandaise (finnois : Suomen lähetysseura) est une société missionnaire luthérienne fondée le 19 janvier 1859 à Helsinki. Son nom actuel est Mission évangélique luthérienne finandaise (FELM). Elle est l’une des sept organisations constitutives de l’Église évangélique-luthérienne de Finlande dont elle conduit le travail missionnaire.
Son premier terrain de mission fut le pays ovambo, une région située de part et d’autre de la frontière angolo-namibienne.
Elle est actuellement présente dans une trentaine de pays sur les cinq continents.

## Histoire
L’organisateur de la Société missionnaire finlandaise fut le pasteur Klemens Sirelius. Il en fut le premier secrétaire, le directeur des missions de 1864 à 1872 après en avoir été aussi le premier enseignant de l’école missionnaire,. Les premiers missionnaires furent envoyés en Afrique en 1868 pour évangéliser le peuple ovambo, qui occupait une région actuellement à cheval sur les territoires de la Namibie et de l’Angola. La conversion des Ovambos fut massive, apparemment facilitée par des croyances ancestrales compatibles avec le christianisme, notamment la croyance en un esprit supérieur appelé Kalunga, qui prend la forme d'un homme invisible bienveillant. 
La première station missionnaire fut établie à Omandongo, dans le district actuel d’Onayena de la région d’Oshikoto. Le bâtiment est devenu un monument historique protégé en 2014.

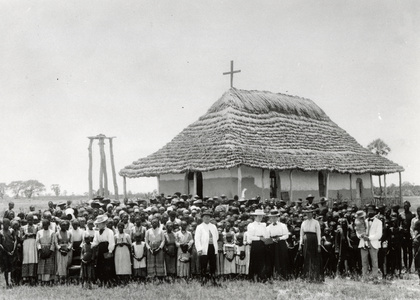
Le pasteur Martti Rautanen (devant au centre) à Olukonda en 1899

Le missionnaire finlandais le plus marquant en pays ovambo fut le pasteur Martti Rautanen (1845-1926). Parfaitement à l’aise en langue oshivambo, il était surnommé dans cette langue "Nakambale": celui qui porte un chapeau. À partir de 1880, Rautanen travailla à Olukonda (en), l’un des tout premiers postes missionnaires auprès du peuple ovambo. Il fit construire la première église dans le pays ovambo en 1889, traduisit la Bible en oshindonga, un dialecte oshivambo, et consigna de multiples observations ethnographiques, botaniques et météorologiques.
À la demande de la Société des missions du Rhin, mais aussi en opposition aux méthodes et à la politique des missionnaires allemands, les missionnaires finlandais commencèrent leur mission au sein de la tribu ondonga puis étendirent progressivement leur sphère d’influence à  l’ensemble du peuple ovambo, ce qui inclut ce qui fut l’éphémère bantoustan d’Ovamboland et la province de  Kavango au nord de la Namibie et la région sud de l’Angola (provinces de Cunene et de Cuando-Cubango). Les premiers pasteurs ovambos furent consacrés en 1925.
En 1960, la Société missionnaire finlandaise disposait de plus de 100 missionnaires dans le pays ovambo. En 1980 après les troubles politiques liés à l’indépendance namibienne, le nombre de Finlandais se trouva réduit à 14.  
Après l’indépendance de la Namibie, la Finlande devint l’un des principaux soutiens au développement de la Namibie. La Société transforma sa base missionnaire et commença à fonctionner en "partenariat entre églises indépendantes" notamment avec l'Église évangélique luthérienne en Namibie (ELCIN), directement issue du travail de la Mission finlandaise.

## Situation actuelle
La Mission évangélique luthérienne finlandaise est l'une des organisations non gouvernementales finlandaises les plus importantes qui canalise des fonds de développement de l’État finlandais vers les pays en développement. Elle a mené en 2012 un total de 88 projets de développement en Asie, en Afrique et en Amérique latine. La devise de la mission est "amour, foi, espoir - d'une personne à l’autre." La conception qu’a la Mission évangélique luthérienne finlandaise du travail missionnaire est holistique: elle associe le travail missionnaire et l’aide au développement. La Mission travaille avec des partenaires locaux et avec des partenaires internationaux du monde entier (églises et organisations chrétiennes).
En 2011, la Mission évangélique luthérienne finlandaise avait 265 salariés dans 30 pays différents, dont 128 missionnaires
En 2014, la Mission évangélique luthérienne finlandaise a dépensé 29,1 millions d'euros, dont 73 % pour son travail international (44 % Asie, 42 % Afrique, 14 % Amérique latine, Europe et coopération multilatérale), 18 % pour son travail en Finlande et 8,5 % pour son administration ; la même année, elle a recueilli 30,1 millions d'euros provenant principalement du budget des paroisses de l’Église évangélique-luthérienne de Finlande (31 %), des subventions du Ministère des affaires étrangères finlandais (27,5 %), des collectes dans l'église et auprès d'organisations chrétiennes (17 %) et enfin de legs et de donations privées (16 %).
Le festival de la Mission de l’Église évangélique-luthérienne de Finlande, qui se tient traditionnellement tous les deuxièmes week-ends de juin, réunit 8 000 à 12 000 personnes et constitue le principal événement à orientation internationale organisé par l'Église.